# Griechisches Referendum 1974
Das griechische Referendum 1974 war eine Volksabstimmung über die zukünftige Staatsform Griechenlands. Die griechischen Wähler sprachen sich mit 69,18 % für die Einführung der Republik und die Abschaffung der Monarchie aus. Die Wahlbeteiligung betrug 75,6 %.

## Vorgeschichte
Das griechische Militär putschte sich am 21. April 1967 an die Macht. Nach dem missglückten Gegenputsch vom 13. Dezember 1967 befand sich König Konstantin II. im Exil, zunächst in Rom und seit 1973 in London. Am 1. Juni 1973 hatte Diktator Georgios Papadopoulos nach einem erfolglosen Putschversuch königstreuer Marineoffiziere die Republik ausgerufen. Über die Staatsform wurde am 29. Juli 1973 ein Referendum abgehalten, dessen Korrektheit angezweifelt wurde.
Nach dem Sturz der Militärdiktatur wurde von der Regierung der „Nationalen Einheit“ unter Konstantinos Karamanlis am 1. August 1974 die Verfassung von 1952 wieder in Kraft gesetzt. Zunächst blieb die Frage über die zukünftige Staatsform offen, darüber sollte in einer späteren Volksabstimmung entschieden werden. Sämtliche politischen Parteien wurden zugelassen und das Verbot der Kommunistischen Partei aufgehoben. Bei den Parlamentswahlen am 17. November 1974 ergab sich eine absolute Mehrheit der Stimmen und eine Zweidrittelmehrheit der Mandate für Karamanlis’ Partei Nea Dimokratia.
Da der Durchführung des Referendums von 1973 die demokratische Anerkennung fehlte, wurde für den 8. Dezember 1974 eine erneute Volksabstimmung über die Staatsform durch Karamanlis anberaumt. Dem König wurde die Rückkehr nach Griechenland verwehrt, er durfte sich lediglich mit einer in London aufgenommenen und dann in Griechenland ausgestrahlten Fernsehansprache an die Wähler wenden. Entschieden wurde über die zukünftige Staatsform und den Verbleib des Königs.

## Ergebnisse der Volksabstimmung

Ergebnisse nach Wahlbezirken:

| Abstimmung                      | Stimmen   | %     |
| ------------------------------- | --------- | ----- |
| Republik                        | 3.245.111 | 69,2  |
| Monarchie                       | 1.445.875 | 30,8  |
| Ungültige/leere Stimmzettel     | 28.801    | –     |
| Gesamt                          | 4.719.787 | 100,0 |
| Registrierte Wähler/Beteiligung | 6.244.539 | 75,6  |
| Quelle: Nohlen & Stöver         |           |       |

## Folgen des Referendums
Der amtierende Staatspräsident Faidon Gizikis trat am selben Tag zurück, am 18. Dezember 1974 wurde Michail Stasinopoulos sein Nachfolger. Am 9. Juni 1975 trat die neue Verfassung von Griechenland in Kraft. In Artikel 1 ist die republikanische parlamentarische Demokratie als Staatsform festgeschrieben. Am 19. Juni 1975 wurde Konstantinos Tsatsos vom Parlament mit der erforderlichen Zweidrittelmehrheit zum Staatspräsidenten gewählt.